# U-21-Fußball-Europameisterschaft 2025/Gruppe B
| Pl. | Land        | Sp. | S | U | N | Tore    | Diff. | Punkte |
| --- | ----------- | --- | - | - | - | ------- | ----- | ------ |
| 1.  | Deutschland | 3   | 3 | 0 | 0 | 009:300 | +6    | 09     |
| 2.  | England     | 3   | 1 | 1 | 1 | 004:300 | +1    | 04     |
| 3.  | Tschechien  | 3   | 1 | 0 | 2 | 005:700 | −2    | 03     |
| 4.  | Slowenien   | 3   | 0 | 1 | 2 | 000:500 | −5    | 01     |

Gruppe B der U-21-Fußball-Europameisterschaft 2025:

## Tschechien – England 1:3 (0:1)
| Tschechien                                           | Tschechien | England | England |
| ---------------------------------------------------- | --- | --- | ------- |
| Tschechien                                           | \| 1. Spieltag \| \| 12. Juni um 21:00 Uhr in Dunajská Streda (MOL Aréna) \| \| Zuschauer: 8.087 \| \| Schiedsrichter: Elçin Məsiyev ( Aserbaidschan) \| \| Spielbericht \| | \| 1. Spieltag \| \| 12. Juni um 21:00 Uhr in Dunajská Streda (MOL Aréna) \| \| Zuschauer: 8.087 \| \| Schiedsrichter: Elçin Məsiyev ( Aserbaidschan) \| \| Spielbericht \| | England |
| Tschechien                                           | Lukáš Horníček – Štěpán Chaloupek, Filip Prebsl, Karel Spáčil – Matěj Hadaš (86. Josef Koželuh), Patrik Vydra (86. Ondřej Kričfaluši), Vojtěch Stránský (81. Alexandr Sojka), Martin Suchomel – Kryštof Daněk (81. Filip Vecheta) – Václav Sejk , Daniel Fila (64. Adam Karabec) Cheftrainer: Jan Suchopárek | James Beadle – Tino Livramento, Jarell Quansah, Charlie Cresswell, Archie Gray – Alex Scott (84. Tyler Morton), Elliot Anderson (84. Hayden Hackney), Harvey Elliott – Omari Hutchinson (78. Samuel Iling-Junior), James McAtee (70. Jay Stansfield), Jonathan Rowe (70. Ethan Nwaneri) Cheftrainer: Lee Carsley ( Irland) | England |
| Tschechien                                           | 1:2 Fila (51.) | 0:1 Elliott (39.) 0:2 Rowe (48.) 1:3 Cresswell (76.) | England |
| Tschechien                                           | Anderson (1.) | | England |
| Tschechien                                           | Spieler des Spiels: Tino Livramento (England) | | England |
| 1. Spieltag                                          | | |         |
| 12. Juni um 21:00 Uhr in Dunajská Streda (MOL Aréna) | | |         |
| Zuschauer: 8.087                                     | | |         |
| Schiedsrichter: Elçin Məsiyev ( Aserbaidschan)       | | |         |
| Spielbericht                                         | | |         |

## Deutschland – Slowenien 3:0 (2:0)
| Deutschland                                          | Deutschland | Slowenien | Slowenien |
| ---------------------------------------------------- | --- | --- | --------- |
| Deutschland                                          | \| 1. Spieltag \| \| 12. Juni um 21:00 Uhr in Nitra (Štadión pod Zoborom) \| \| Zuschauer: 2.708 \| \| Schiedsrichter: Jakob Sundberg ( Dänemark) \| \| Spielbericht \| | \| 1. Spieltag \| \| 12. Juni um 21:00 Uhr in Nitra (Štadión pod Zoborom) \| \| Zuschauer: 2.708 \| \| Schiedsrichter: Jakob Sundberg ( Dänemark) \| \| Spielbericht \|                                                                                  | Slowenien |
| Deutschland                                          | Noah Atubolu – Nnamdi Collins (74. Tim Oermann), Max Rosenfelder, Bright Arrey-Mbi, Nathaniel Brown – Rocco Reitz, Eric Martel , Paul Nebel (74. Jan Thielmann) – Nick Woltemade (86. Paul Wanner), Nicolò Tresoldi (64. Nelson Weiper), Brajan Gruda (64. Ansgar Knauff) Cheftrainer: Antonio Di Salvo | Martin Turk – Mitja Ilenič, Lovro Golič (83. Relja Obrić), Žan Jevšenak, Srđan Kuzmič – Adrian Zeljković, Enrik Ostrc (78. Martin Pečar) – Svit Sešlar, Tjaš Begić (68. Dino Kojić), Marko Brest – Tio Cipot (78. Jošt Pišek) Cheftrainer: Andrej Razdrh | Slowenien |
| Deutschland                                          | 1:0 Woltemade (19.) 2:0 Woltemade (42.) 3:0 Woltemade (82., Foulelfmeter) | | Slowenien |
| Deutschland                                          | Rosenfelder (52.) | Begić (34.), Kuzmič (47.), Ostrc (56.), Ilenič (57.) | Slowenien |
| Deutschland                                          | Trainer Razdrh sieht eine gelbe Karte (35.) | | Slowenien |
| Deutschland                                          | Spieler des Spiels: Nick Woltemade (Deutschland) | | Slowenien |
| 1. Spieltag                                          | | |           |
| 12. Juni um 21:00 Uhr in Nitra (Štadión pod Zoborom) | | |           |
| Zuschauer: 2.708                                     | | |           |
| Schiedsrichter: Jakob Sundberg ( Dänemark)           | | |           |
| Spielbericht                                         | | |           |

## England – Slowenien 0:0
| England                                              | England | Slowenien | Slowenien |
| ---------------------------------------------------- | --- | --- | --------- |
| England                                              | \| 2. Spieltag \| \| 15. Juni um 18:00 Uhr in Nitra (Štadión pod Zoborom) \| \| Zuschauer: 5.217 \| \| Schiedsrichter: Goga Kikatscheischwili ( Georgien) \| \| Spielbericht \| | \| 2. Spieltag \| \| 15. Juni um 18:00 Uhr in Nitra (Štadión pod Zoborom) \| \| Zuschauer: 5.217 \| \| Schiedsrichter: Goga Kikatscheischwili ( Georgien) \| \| Spielbericht \|                                                                                    | Slowenien |
| England                                              | James Beadle – Jarell Quansah, Charlie Cresswell, Hayden Hackney (72. Tyler Morton), Tino Livramento – Archie Gray (64. Brooke Norton-Cuffy), Elliot Anderson (64. Jack Hinshelwood), Harvey Elliott – James McAtee , Jonathan Rowe (64. Omari Hutchinson), Ethan Nwaneri (72. Jay Stansfield) Cheftrainer: Lee Carsley ( Irland) | Martin Turk – Mitja Ilenič, Žan Jevšenak, Lovro Golič (87. Luka Topalović), Srđan Kuzmič – Enrik Ostrc (66. Jošt Pišek), Adrian Zeljković – Svit Sešlar, Tjaš Begić (75. Jaka Čuber Potočnik), Marko Brest – Tio Cipot (75. Dino Kojić) Cheftrainer: Andrej Razdrh | Slowenien |
| England                                              | Elliott (9.), Morton (85.) | | Slowenien |
| England                                              | Spieler des Spiels: Harvey Elliott (England) | | Slowenien |
| 2. Spieltag                                          | | |           |
| 15. Juni um 18:00 Uhr in Nitra (Štadión pod Zoborom) | | |           |
| Zuschauer: 5.217                                     | | |           |
| Schiedsrichter: Goga Kikatscheischwili ( Georgien)   | | |           |
| Spielbericht                                         | | |           |

## Tschechien – Deutschland 2:4 (0:2)
| Tschechien                                           | Tschechien | Deutschland | Deutschland |
| ---------------------------------------------------- | --- | --- | ----------- |
| Tschechien                                           | \| 2. Spieltag \| \| 15. Juni um 21:00 Uhr in Dunajská Streda (MOL Aréna) \| \| Zuschauer: 7.870 \| \| Schiedsrichter: Alexis Herrera ( Venezuela) \| \| Spielbericht \| | \| 2. Spieltag \| \| 15. Juni um 21:00 Uhr in Dunajská Streda (MOL Aréna) \| \| Zuschauer: 7.870 \| \| Schiedsrichter: Alexis Herrera ( Venezuela) \| \| Spielbericht \| | Deutschland |
| Tschechien                                           | Lukáš Horníček – Štěpán Chaloupek (46. Denis Halinský), Filip Prebsl, Karel Spáčil (78. Filip Vecheta) – Matěj Hadaš (46. Josef Koželuh), Ondřej Kričfaluši (59. Alexandr Sojka), Patrik Vydra, Martin Suchomel – Adam Karabec (59. Kryštof Daněk) – Václav Sejk , Daniel Fila Cheftrainer: Jan Suchopárek | Noah Atubolu – Nnamdi Collins, Max Rosenfelder, Bright Arrey-Mbi, Nathaniel Brown (71. Lukas Ullrich) – Paul Nebel (89. Jamil Siebert), Eric Martel , Rocco Reitz (90.+3' Caspar Jander) – Brajan Gruda (71. Ansgar Knauff), Nicolò Tresoldi (71. Nelson Weiper), Nick Woltemade Cheftrainer: Antonio Di Salvo | Deutschland |
| Tschechien                                           | 1:4 Arrey-Mbi (60., Eigentor) 2:4 Spáčil (66.) | 0:1 Tresoldi (34.) 0:2 Nebel (41.) 0:3 Woltemade (54.) 0:4 Martel (58.) | Deutschland |
| Tschechien                                           | Vecheta (89.), Koželuh (90.+1') | Gruda (40.), Reitz (86.), Rosenfelder (90.+1') | Deutschland |
| Tschechien                                           | Spieler des Spiels: Nick Woltemade (Deutschland) | | Deutschland |
| 2. Spieltag                                          | | |             |
| 15. Juni um 21:00 Uhr in Dunajská Streda (MOL Aréna) | | |             |
| Zuschauer: 7.870                                     | | |             |
| Schiedsrichter: Alexis Herrera ( Venezuela)          | | |             |
| Spielbericht                                         | | |             |

## Slowenien – Tschechien 0:2 (0:0)
| Slowenien                                            | Slowenien | Tschechien | Tschechien |
| ---------------------------------------------------- | --- | --- | ---------- |
| Slowenien                                            | \| 3. Spieltag \| \| 18. Juni um 21:00 Uhr in Dunajská Streda (MOL Aréna) \| \| Zuschauer: 4.028 \| \| Schiedsrichter: Simone Sozza ( Italien) \| | \| 3. Spieltag \| \| 18. Juni um 21:00 Uhr in Dunajská Streda (MOL Aréna) \| \| Zuschauer: 4.028 \| \| Schiedsrichter: Simone Sozza ( Italien) \| | Tschechien |
| Slowenien                                            | Martin Turk – Žan Jevšenak, Lovro Golič (82. Martin Pečar), Srđan Kuzmič – Marko Brest, Enrik Ostrc (46. Jošt Pišek), Adrian Zeljković (82. Martin Pečar), Mitja Ilenič (70. Sandro Jovanović) – Tjaš Begić (46. Dino Kojić), Svit Sešlar – Tio Cipot Cheftrainer: Andrej Razdrh | Jiří Borek – Martin Suchomel, Štěpán Chaloupek, Filip Prebsl, Josef Koželuh – Daniel Langhamer (79. Vojtěch Stránský), Patrik Vydra – Denis Višinský (46. Daniel Fila), Kryštof Daněk (87. Ondřej Kričfaluši), Adam Karabec (70. Alexandr Sojka) – Václav Sejk (87. Filip Vecheta) Cheftrainer: Jan Suchopárek | Tschechien |
| Slowenien                                            | 0:1 Fila (48.) 0:2 Sejk (59.) | | Tschechien |
| Slowenien                                            | Golič (5.), Kuzmič (90.+5') | Suchomel (29.), Vydra (61.), Fila (77.), Vecheta (89.), Koželuh (90.+5') | Tschechien |
| Slowenien                                            | Spieler des Spiels: Václav Sejk (Tschechien) | | Tschechien |
| 3. Spieltag                                          | | |            |
| 18. Juni um 21:00 Uhr in Dunajská Streda (MOL Aréna) | | |            |
| Zuschauer: 4.028                                     | | |            |
| Schiedsrichter: Simone Sozza ( Italien)              | | |            |

## England – Deutschland 1:2 (0:2)
| England                                              | England | Deutschland | Deutschland |
| ---------------------------------------------------- | --- | --- | ----------- |
| England                                              | \| 3. Spieltag \| \| 18. Juni um 21:00 Uhr in Nitra (Štadión pod Zoborom) \| \| Zuschauer: 5.624 \| \| Schiedsrichter: Sander van der Eijk ( Niederlande) \| | \| 3. Spieltag \| \| 18. Juni um 21:00 Uhr in Nitra (Štadión pod Zoborom) \| \| Zuschauer: 5.624 \| \| Schiedsrichter: Sander van der Eijk ( Niederlande) \| | Deutschland |
| England                                              | James Beadle – Samuel Iling-Junior (46. Jay Stansfield), Jarell Quansah, Charlie Cresswell, Jack Hinshelwood – Alex Scott, Elliot Anderson (63. Tyler Morton) – Omari Hutchinson, Harvey Elliott (46. James McAtee), Ethan Nwaneri (63. Tom Fellows), Jonathan Rowe (46. Brooke Norton-Cuffy) Cheftrainer: Lee Carsley ( Irland) | Tjark Ernst – Lukas Ullrich, Jamil Siebert, Tim Oermann, Elias Baum (88. Nnamdi Collins) – Caspar Jander, Merlin Röhl (77. Paul Nebel) – Jan Thielmann, Paul Wanner (88. Eric Martel), Ansgar Knauff (77. Nicolo Tresoldi), Nelson Weiper (85. Bright Arrey-Mbi) Cheftrainer: Antonio Di Salvo | Deutschland |
| England                                              | 1:2 Scott (76.) | 0:1 Knauff (3.) 0:2 Weiper (33.) | Deutschland |
| England                                              | Scott (66.) | | Deutschland |
| England                                              | Spieler des Spiels: Ansgar Knauff (Deutschland) | | Deutschland |
| 3. Spieltag                                          | | |             |
| 18. Juni um 21:00 Uhr in Nitra (Štadión pod Zoborom) | | |             |
| Zuschauer: 5.624                                     | | |             |
| Schiedsrichter: Sander van der Eijk ( Niederlande)   | | |             |